# جوزف کروکت
جوزف کروکت (انگلیسی: Joseph Crockett; ۱۶ فوریهٔ ۱۹۰۵ – ۱۱ ژوئیهٔ ۲۰۰۱) تیرانداز اهل ایالات متحده آمریکا بود.
وی در مسابقات کشوری و بین‌المللی در مجموع برندهٔ ۱ مدال طلا شده‌است.